# Другокаменська сільська рада
Дру́гока́менська сільська рада (рос. Второкаменский сельский совет) — сільське поселення у складі Локтівського району Алтайського краю Росії.
Адміністративний центр — село Друга Каменка.

## Населення
Населення — 732 особи (2019; 840 в 2010, 865 у 2002).

## Склад
До складу сільської ради входять:
| Населений пункт     | Населення, осіб (2002) | Населення, осіб (2010) |
| ------------------- | ---------------------- | ---------------------- |
| Друга Каменка, село | 747                    | 739                    |
| Міждуріч'є, селище  | 118                    | 101                    |